# Akzhurek Tanatarov
Akzhurek Tanatarov, né le 3 septembre 1986 à Taraz, alors Djamboul, est un lutteur libre kazakh.

## Biographie
Le 12 août 2012, il obtient la médaille de bronze aux Jeux olympiques de Londres en catégorie des moins de 66 kg.